# Forbregd/Lein
Forbregd/Lein este o localitate din comuna Verdal, provincia Nord-Trøndelag, Norvegia, cu o suprafață de 0,39 km² și o populație de 771 locuitori (2013).